# Pueblo wenaiwika
Los Wenaiwika, Tsáse nái, Enaguas o Piapoco son un pueblo indígena que habita en diferentes localidades entre el río Meta y el río Guaviare, en los departamentos colombianos de Guainía, Meta y Vichada y en las riberas del río Orinoco, en el estado venezolano de Amazonas. Son más de 18 000 personas. Sus vecinos Sikuani los llaman Deja. También se les conoce como Yapaco, Cuipoco, Cumanaica, Wenéiwika'.

## Origen
De acuerdo con sus relatos, provienen de la cuenca del río Negro, desde donde migraron a través del río Vaupés, para luego cruzar el río Guaviare y llegar hasta el territorio que actualmente habitan. Pertenecían a un sib de la fratría Hohódene de los Kurripaco que ocupaba la cuenca del Isana, donde estaba su lugar de origen, la piedra yuluatá de los raudales de Hípana del río Ayarí afluente del Isana. Migraron desde allí utilizando rutas fluviales y terrestres, por el Vaupés hasta el alto Guaviare, los Llanos y el alto Orinoco.

## Economía
Su economía articula la agricultura con la pesca y la caza. Cultivan la yuca amarga, maíz, fríjol, ñame, ocumos, batata, chontaduro, piña, ají, marañón, plátano, arroz y caña de azúcar. El procesamiento de la yuca amarga es una labor destacada en la vida de las mujeres, que obtienen el almidón para fabricar "casabe" (tortilla) y "fariña" (harina tostada) y el jugo exprimido, para cocinarlo como "mingao", una bebida típica.
Las mujeres practican alfarería. Fabrican el púali o "budare" una gran sartén para asar el almidón de yuca. También ollas y tazas de barro para la venta. El día que moldean el "budare", las alfareras no deben bañarse ni beber agua, para que el objeto fabricado no se deforme ni se quiebre. Hombres y mujeres producen hamacas de fibras de la palma cumare, parte de las cuales usan y otras muy finas y bellas, son vendidas. Otras artesanías que producen son los canastos, en primer lugar el mapíri para guardar la "fariña".
El arco y la flecha se usan tanto para la cacería como para la pesca, que son especialmente importantes durante el verano. Crían gallinas, cerdos y ganado vacuno.

## Organización social
Originalmente son una "fratria" conformada por clanes patrilineales exogámicos. Las principales autoridades son los suegros (padres de la esposa) en torno a los cuales se conforman las familias extensas y las unidades residenciales. Actualmente además de respetar la exogamia dentro de cada linaje, cada unidad residencial o localidad es exógama y además de mantenerse relaciones matrimoniales entre ellas, se han establecido alianzas de intercambio matrimonial con los Sikuani, los Kurripako, los Sáliba y los Achagua, de manera que han llegado a una visión del sistema de clanes que podría considerarse por sobre la pertenencia étnica. Las comunidades viven en resguardos indígenas cuya propiedad colectiva es reconocida por el estado y que generalmente comparten con comunidades con las que han establecido alianzas matrimoniales.

## Cosmología
Furna Minali o Kuwai hizo habitable este mundo al derrotar a Kemeine una anaconda caníbal, a la que envió al espacio y convirtió en la Vía Láctea. Kâali duápeni hizo salir a los humanos de la piedra yuluatá y distribuyó el territorio entre ellos. 'Kuwai organizó la sociedad humana y dio a cada pueblo su idioma. Tanto un hombre como una mujer de mayor edad puede ser reconocido como chamán, después de haber estudiado para ello y pasar por varias experiencias, entre ellas períodos de ayuno. Un ritual muy importante es la iniciación femenina o "rezo del pescado".

## Lengua
Hablan un idioma de la Familia Arawak. Esta es su fonología:
Vocales
|        | Anteriores | Centrales | Posteriores |
| Altas  | i          |           | u           |
| Medias | e          |           |             |
| Bajas  |            | a         |             |

Las vocales se realizan nasales cuando están al lado de consonante nasal. Las vocales acentuadas se realizan con un ligero alargamiento.
El acento es fonémico, recae sobre cualquiera de las sílabas y determina significados diferentes de las palabras. En cambio el tono es predecible, ligado al acento: alto en la sílaba acentuada y muy bajo e la siguiente. 
Consonantes
|                  | labial | dental | alveolar | palatal | velar | glotal |
| oclusivas sordas | p      |        | t        |         | k     |        |
| oclusivas sonora | b      |        | d        |         |       |        |
| nasales          | m      |        | n        |         |       |        |
| fricativas sorda |        | θ      |          |         |       | h      |
| africadas sorda  |        |        | c (ʦ)    |         |       |        |
| vibrantes        |        |        | r        |         |       |        |
| aproximante      | w      |        |          | j (y)   |       |        |

La africada alveolar [ʦ] varía libremente con la africada palatal [ʧ]. La aproximante labial [w] se realiza como fricativa labial [β] antes de las vocales anteriores [i], [e].